# Liste der Monuments historiques in Tourmignies
Die Liste der Monuments historiques in Tourmignies führt die Monuments historiques in der französischen Gemeinde Tourmignies auf.

## Liste der Bauwerke
| Bezeichnung                 | Beschreibung | Standort                                                             | Kennzeichnung | Schutzstatus | Datum | Bild           |
| --------------------------- | ------------ | -------------------------------------------------------------------- | ------------- | ------------ | ----- | -------------- |
| Schloss Assignies           |              | Avenue du Château, auch auf dem Gebiet der Gemeinde Mérignies (Lage) | PA59000179    | Inscrit      | 2012  |                |
| Kirche St-Pierre-à-Antioche |              | (Lage)                                                               | PA00107844    | Classé       | 1920  | weitere Bilder |

## Liste der Objekte
- Monuments historiques (Objekte) in Tourmignies in der Base Palissy des französischen Kultusministeriums